# 磺酸

磺酸的一般结构，其官能团以蓝色表示

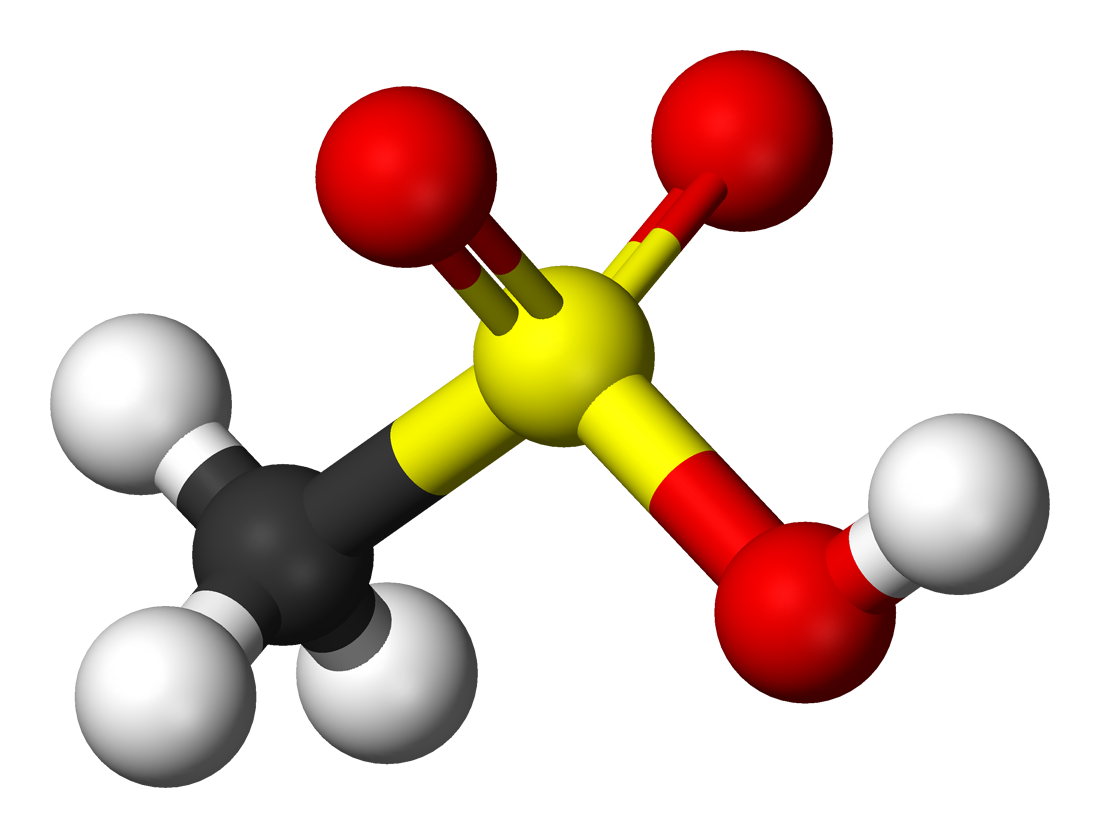
甲磺酸的球棒模型

磺酸（sulfonic/sulphonic acid）是含有磺酸基 -SO2OH 的一类有机化合物。其酸性一般比相应的羧酸强，可与蛋白质和碳水化合物紧密结合。在很多反应中用作催化剂和反应中间体。
磺酸基与氢相连形成的 H-SO2-OH 很不稳定，很快经互变异构转变为亚硫酸 HO-S(=O)-OH。
清洁剂、抗细菌药物（磺胺）、阴离子交换树脂和染料大多含有磺酸或磺酸盐结构。
常见的有机磺酸包括：
- 甲磺酸，最简单的有机磺酸，化學式CH3SO2OH
- 苯磺酸
- 对甲苯磺酸

## 磺酰氯
磺酰氯是由磺酸衍生出的酰氯，通式R-SO2-Cl。它们与醇和胺等亲核试剂反应，生成磺酸酯和磺酰胺。常见的磺酰氯包括对甲苯磺酰氯、对溴苯磺酰氯、对硝基苯磺酰氯和甲磺酰氯。磺酰氯易水解。
Reed反应是合成磺酰氯的常用方法。
RH + Cl2 + SO2  → RSO2Cl + HCl  （ɦʋ）

## 磺酸酯

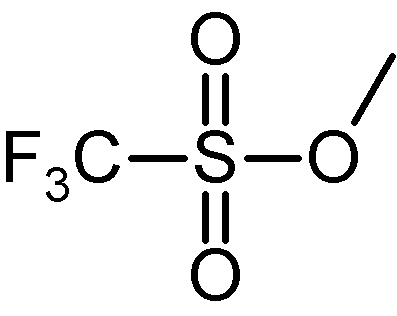
三氟甲磺酸甲酯

磺酸酯是由磺酸衍生出的酯，通式R-SO2-OR。三氟甲磺酸根离子是脂肪族亲核取代反应中很好的离去基团，三氟甲磺酸甲酯则是常用的甲基化试剂。